# 위리 포츠만
위리 포츠만(에스토니아어: Jüri Pootsmann, 1994년 7월 1일 ~ )은 에스토니아의 가수이다. 오디션 프로그램 《아메리칸 아이돌》의 에스토니아 버전인 《에스토니아는 슈퍼스타를 찾고 있다》(Eesti otsib superstaari)의 6번째 시즌에서 우승을 차지했으며, 유로비전 송 콘테스트 2016에 곡 "Play"로 에스토니아 대표로 참가하였다.